# Elvedin Džinič
Elvedin Džinič (* 25. August 1985, Zavidovići, SFR Jugoslawien heute Bosnien-Herzegowina) ist ein slowenischer Fußballspieler.

## Karriere
Džinič entstammt der Jugend des NK Maribor. Im Laufe der Spielzeit 2002/03 rückte er erstmals in den Kader der Profimannschaft auf, kam aber zunächst nicht zum Einsatz. Sein Debüt in der Slovenska Nogometna Liga feierte er erst in der Spielzeit 2004/05, als er am 30. April 2005 als Einwechselspieler in der Abstiegsrunde bei der 1:3-Niederlage gegen den FC Koper eingesetzt wurde. Nachdem er in der folgenden Spielzeit zum Stammspieler avancierte, trug er sich zudem erstmals in die Torschützenliste ein, als er beim 2:1-Erfolg gegen ND Gorica am 11. September 2005 neben Damjan Ošlaj bei einem Gegentreffer von Miran Burgić das Tor traf. In den folgenden Spielzeiten half Džinič mit, dass sich sein Klub im vorderen Ligabereich etablierte. In der Spielzeit 2008/09 lief er in 27 Saisonspielen für den Verein auf und verhalf mit sechs Saisontoren an der Seite von Dejan Školnik, Marcos Morales Tavares, Rene Mihelič, und Zoran Pavlovič zum achten Meistertitel der Vereinsgeschichte. Seine Leistungen honorierte Nationaltrainer Matjaž Kek, der ihn im Herbst 2009 erstmals für die Auswahlmannschaft nominierte. So saß er beim Qualifikationsspiel zur Weltmeisterschaft 2010 gegen Polen sowie im Play-off-Hinspiel gegen Russland auf der Ersatzbank, kam aber jeweils nicht zum Einsatz. Im Mai 2010 gehörte er neben Aleksander Rajčevič, Dare Vršič und Suad Filekovič als einer von vier im Heimatland unter Vertrag stehenden Spielern zum 30 Spieler umfassenden vorläufigen Aufgebot für das Turnier. Letztendlich stand er auch im endgültigen Kader der slowenischen Nationalmannschaft, kam aber beim Turnier nicht zum Einsatz. Mit dem NK Maribor gewann er zwei Meisterschaften, ein Mal den Landespokal und auch den Supercup. 2011 wechselte er nach Belgien zu Sporting Charleroi und konnte in zweieinhalb Jahren 65 Ligaspiele absolvieren, in denen er vier Tore erzielte. Zur Saison 2013/2014 wechselte er nach Bulgarien zu Botew Plowdiw. Nach der Hinrunde verließ er den Verein allerdings wieder in Richtung Polen, wo er bei Zagłębie Lubin bis zum Saisonende unterschrieb. Im Sommer 2014 schloss sich Džinič dem NK Rudar Velenje in seinem Heimatland an. Dort war er zwei Jahre lang Stammkraft in der Innenverteidigung, ehe er sich im Sommer 2016 dem Ligakonkurrenten NK Celje anschloss. Mit Celje spielte er um die Qualifikation zur Europa League, die er jedoch zweimal verpasste. Zur Saison 2010/20 ging er dann ein zweites Mal zum NK Rudar Velenje und anschließend wechselte er zum österreichischen Amateurverein SV Strass.

## Erfolge
- Slowenischer Meister: 2009, 2011
- Slowenischer Superpokalsieger: 2009
- Slowenischer Pokalsieger: 2010